# Benken, Sankt Gallen
Benken är en ort och kommun i distriktet See-Gaster i kantonen Sankt Gallen, Schweiz. Kommunen har 3 035 invånare (2023).